# Murmuri
Murmuri (perski: مورموری) – miasto w Iranie, w ostanie Ilam. W 2011 roku miasto liczyło 3529 mieszkańców.